# Tambej
Tambej (rusky Тамбей) je osada v Jamalském okrese v Jamalo-něneckém autonomním okruhu v Rusku. V roce 2010 zde žilo 34 obyvatel.

## Geografie
Osada se nachází na pobřeží Obského zálivu ve východní části poloostrova Jamal.
Nejbližší sousední osady jsou arktický přístav Sabetta (30 km) a Sjojacha (165 km). Tambej leží 514 km od okresního centra Jar-sale a 578 km od regionálního centra Salechardu.
Patří do ruského hraničního pásma, které je v rámci Jamalo-něneckého autonomního okruhu zřízeno v pásu terénu širokém 10 km od mořského pobřeží.

## Historie
Osada byla založena ve 30. letech 19. století. Žili zde především kočovní domorodí Něnci, kteří se věnovali chovu sobů. V roce 1933 vznikla v osadě Tambejská kočovná rada, která až do roku 1947 vedla osadu a kočovníky v okolí. Od 40. let 20. století fungoval Tambej jako obchodní stanice sovětské vlády s domorodými kočovníky.
V roce 1936 byla do Tambeje přesunuta z mysu Drovjanoj meteorologická stanice. V letech 1942 až 1947 v osadě fungovala továrna Polar na zpracování ryb a pracovalo v ní až 300 lidí.
Do rozpadu SSSR měl Tambej vlastní infrastrukturu: obytné budovy, hotel, restauraci, poštu, kolchoz Jamalskij, kožešinovou dílnu, dieselovou elektrárnu, kotelnu a osadní vozidla a traktory. V Tambeji se nacházelo severní hydrometeorologické oddělení s vedením v Archangelsku. V obci sídlil i vojenský útvar. V době rozpadu SSSR zde žilo až 250 obyvatel. Začátkem 90. let 20. století se většina obyvatel vystěhovala do sousední osady Sjojachy.
V roce 2002 nežil v osadě žádný stálý obyvatel. V roce 2010 zde žilo 34 obyvatel.

## Hospodářství
Ekonomika osady je závislá na obchodu, chovu sobů a přípravou těžby zemního plynu na těžebních polích Jižní Tambej, Severní Tambej a Západní Tambej. Zahájení těžby plynu v Tambeji je naplánováno na rok 2026. Produkce plynu na třech polích se odhaduje na 55 miliard krychlových metrů ročně. Zásoby klastru přesahují 5,2 bilionu krychlových metrů plynu a 380 milionů tun ropy a plynového kondenzátu.